# Río Truchas
El Truchas es un pequeño río español situado en la zona noroeste de la provincia de Zamora, en la comarca de Sanabria. 
Nace aguas arribas del paraje de la laguna de Sotillo, cerca de la localidad de Sotillo de Sanabria, y desemboca en el río Tera a la altura de El Puente. Este río no debe confundirse con otro arroyo del mismo nombre situado en el municipio de Puebla de Sanabria, en la misma comarca, pero de dimensiones y caudal menores.

## Recorrido
El río Truchas nace aguas arribas del paraje de la laguna de Sotillo (1700 m), desciende a 1600 m en las Cascadas de Sotillo, continua en una bajada progresiva hasta los 1100 m en el pueblo de Sotillo de Sanabria y los 1000 m de su desembocadura en El Puente. Durante su cauce transcurre cerca de varios pueblos como son:(en orden) Sotillo de Sanabria, Limianos de Sanabria, San Román de Sanabria, Quintana de Sanabria, Ilanes y finalmente desemboca en El Puente. La mayor parte del río corre paralelo a la carretera ZA-L-2692 que une El Puente con Sotillo de Sanabria.

## Cascadas de Sotillo
Cerca del nacimiento de este río, se encuentra el bello paraje de las cascadas de Sotillo con una ruta de fácil acceso.

### Ruta de acceso
Esta ruta es una de las más frecuentadas del parque natural del Lago de Sanabria y Alrededores. Consta de una senda circular que nos lleva hasta las cascadas del Sotillo, y un tramo adicional que nos permite llegar hasta la laguna de Sotillo. Si nos conformamos con llegar a la cascada de Sotillo, la ruta nos llevará unas tres horas. En caso de que queramos llegar hasta la laguna, serán dos horas más.
Acceso
La ruta parte del pequeño pueblo de Sotillo de Sanabria. Para llegar hasta allí cogeremos la carretera que parte desde El Puente.
Una vez llegados a Sotillo de Sanabria, buscaremos un lugar donde dejar el coche y seguiremos las señales que nos llevan hasta una zona recreativa, lugar donde comienza la ruta.
Descripción del recorrido
Nada más dejar atrás la zona recreativa, después de pasar un puente, cogeremos una senda emparedada que sale a nuestra derecha, ascendiendo progresivamente entre robles, castaños y otras especies. El firme de esta senda es empedrado, bastante irregular y con agua en muchos tramos, por lo que es recomendable llevar buen calzado.
Después de una hora aproximadamente de ligera pero continuado ascenso, llegamos a un cruce, en el que vemos un sendero que parte a nuestra izquierda. Aquí, si queremos llegar hasta la laguna, cogeremos el desvío a nuestra izquierda (ya veremos la cascada a la vuelta). De lo contrario, si nos conformamos con ver la cascada, seguiremos de frente.
Cogiendo el sendero que sube a la laguna, iremos ascendiendo progresivamente hasta llegar a unas peñas desde las cuales podemos ver las cascadas desde arriba. Desde estas peñas es fácil acceder a la primera de las cascadas.
Seguiremos la senda bien atentos, ya que en ocasiones desaparece entre grandes moles de granito. Poco después llegaremos a un puente muy pintoresco sobre el arroyo Pingón, hecho con troncos de abedul.
A partir de aquí el bosque se abre y el paisaje cambia completamente. Ahora nos encontramos en una pradera llana y apacible, donde el arroyo dibuja suaves meandros:
Avanzando cómodamente por el sendero llegaremos hasta la laguna de Sotillo (1600 m.), punto final de nuestra ruta.
Después de contemplar la laguna y sus alrededores, volveremos por el mismo sendero hasta llegar de nuevo al cruce, donde continuaremos el camino rumbo a la cascada, que podremos observar cómodamente desde un mirador situado en la parte baja.
A partir de aquí, seguiremos el sendero descendiendo progresivamente hasta llegar al valle del río Truchas, que cruzaremos por un puente. Sólo nos queda seguir el sendero hasta llegar de nuevo al pueblo de Sotillo de Sanabria.